# Seonbi
Seonbi ou sŏnbi eram estudiosos virtuosos durante os períodos Goryeo e Joseon da Coreia que serviam ao público sem um cargo no governo, optando por deixar passar posições de riqueza e poder para levar uma vida de estudo e integridade. Aqueles que optaram por servir ao governo foram obrigados a ajudar o rei a governar a nação adequadamente e, uma vez fora do cargo, levar uma vida tranquila no campo, ensinando e conduzindo o povo na direção certa. Hoje, seonbi é uma palavra figurativa para um homem instruído que não cobiça a riqueza, mas valoriza a retidão e os princípios. Também é usado como uma metáfora para uma pessoa bem-comportada e sombria. Para os jovens sul-coreanos de hoje que não têm uma grande opinião sobre o confucionismo, seonbi é usado para se referir a um velhote ou uma pessoa com sistema de valores anacrônico.

## Filosofia
Os seonbi seguiam um código de conduta estrito e acreditavam que tinham o dever moral de conduzir a sociedade na direção certa. Os Seonbi deveriam viver a vida em modéstia e aprendizado perpétuo para atingir a perfeição de caráter, não apenas através do conhecimento, mas também aderindo ao caminho correto. O objetivo do seonbi era alcançar a justiça social.
Esperava-se que os Seonbi possuíssem as virtudes confucionistas de piedade filial e lealdade ao rei, desdenhassem poder, riqueza e interesse privado, e estivessem prontos para dar sua vida para permanecer fiéis aos seus princípios e manter sua integridade. Eles veneravam estudiosos como Jeong Mong-ju (que morreu por sua fidelidade a Goryeo), os seis ministros mártires (que se recusaram a aceitar a usurpação do trono por Joseon) e Jo Gwang-jo (um reformador que morreu tentando transformar Joseon em uma sociedade confucionista ideal) como encarnações do espírito seonbi e como exemplos a seguir.
A educação era de grande importância e referida como "iluminação", e os seonbi se reuniam e estudavam em instituições seowon. A masculinidade Seonbi denota realização mental em vez de desempenho físico, e ainda é valorizada por muitos sul-coreanos e considerada por alguns estudiosos como o modelo ideal de masculinidade coreana.
O seonbi tinha profunda simpatia pelas dificuldades da classe comum. Em sua busca por justiça social, os seonbi apresentaram petições contundentes ao rei, apesar das consequências perigosas e sofreram muitos expurgos como resultado.  Devido à sua reputação de integridade e incorruptibilidade, os seonbi foram idealizados e romantizados na imaginação popular como homens de honra em contraste com a classe dominante yangban, embora os seonbi fossem da mesma classe. O seonbi era uma figura comum nas representações coreanas tradicionais do período Joseon. Por exemplo, um seonbi aparece como um dos personagens da tradicional dança de máscaras preservada no Vila Folclórica de Hahoe, onde ele compete com um personagem yangban, muitas vezes descrito como corrupto e ganancioso.